# الدوري التشيكوسلوفاكي 1932–33
الدوري التشيكوسلوفاكي 1932–33 هو الموسم 9 من الدوري التشيكوسلوفاكي ‏. أشرف على تنظيمه اتحاد جمهورية التشيك لكرة القدم، وكان عدد الأندية المشاركة فيه 10، وفاز فيه سلافيا براغ.